# Anders Lindholt
Anders Lindholt (født 28. december 1956 i Helsinge, død 16. september 2014 i København) var en dansk advokat med speciale i familieret, herunder særligt børnesager.
Han blev uddannet cand.jur. ved Københavns Universitet i 1983 og fik bestalling som advokat i 1986. I 1997 fik han møderet for landsretterne og i 2012 møderet for Højesteret.
Anders Lindholt var en markant stemme i den offentlige debat vedrørende familieret og han deltog således i flere tv-programmer, ligesom han gav flere foredrag. I 2011 var han en del af International Visitor Leadership Program i USA.
Den 16. september 2014 blev Anders Lindholt dræbt i Københavns Byret i forbindelse med en samværssag.
Drabet på Anders Lindholt førte til, at sikkerheden i alle danske domstole landet blev skærpet.
Gerningsmanden, Jørgen Saugsted, der i 2016 blev idømt fængsel på livstid for drabet på Anders Lindholdt, døde i sin fængselscelle i 2024, 76 år gammel.